# Undulambia arnoulalis
Undulambia arnoulalis är en fjärilsart som beskrevs av William Schaus 1925. Undulambia arnoulalis ingår i släktet Undulambia och familjen Crambidae. Inga underarter finns listade i Catalogue of Life.